# Viktor Renner

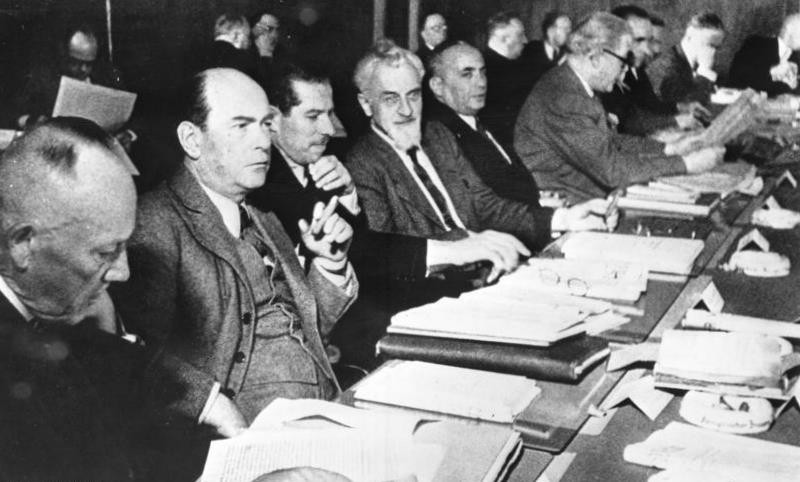
Viktor Renner, zweiter von links, mit anderen Konferenzteilnehmern der Rittersturz-Konferenz im Juli 1948

Viktor Johannes Wilhelm Renner (* 31. Dezember 1899 in Mönchweiler; † 21. April 1969 in Tübingen) war ein deutscher Jurist und nach dem Zweiten Weltkrieg Politiker (SPD).

## Weimarer Republik und Drittes Reich
Viktor Renner wurde als Sohn eines Dekans geboren. 1908 zog er mit seinen Eltern nach Heidelsheim, wohin sein Vater versetzt worden war.  Nach dem Abitur 1917 am Gymnasium in Bruchsal nahm er bis Ende 1918 als Soldat am Ersten Weltkrieg teil. Zuletzt geriet er in britische Gefangenschaft, aus der er Ende 1919 entlassen wurde. Anschließend nahm er ein Studium der Rechtswissenschaft und Volkswirtschaft an den Universitäten in Tübingen und Heidelberg auf, das er 1923 mit dem ersten und 1925 mit dem zweiten juristischen Staatsexamen beendete. Seit 1919 war er Mitglied der christlichen Studentenverbindung Tübinger Wingolf. Er absolvierte das Referendariat am Amtsgericht Reutlingen und am Landgericht Tübingen, trat 1927 als Gerichtsassessor in den württembergischen Justizdienst ein und wurde 1928 Amtsrichter. Renner trat in der Zeit der Weimarer Republik in die SPD ein. Seit 1937 war er als Landgerichtsrat in Tübingen tätig. Von August bis Oktober 1939 leistete er kurzzeitig Heeresdienst in einer Landesschützenkompanie.

## Besatzung und Bundesrepublik Deutschland
Nach dem Zweiten Weltkrieg wurde Renner 1945 zum Oberbürgermeister von Tübingen ernannt und war gleichzeitig bis 1946 Landrat des Kreises Tübingen. In der unmittelbaren Nachkriegszeit wurde er damit zum direkten Befehlsempfänger des französischen Ortskommandanten und zum maßgeblichen Organ der Exekutive. Am 25. Oktober 1945 wurde er zum Präsidenten des Landgerichts Hechingen berufen. Er konnte dieses Amt jedoch nicht antreten, da ihn die Franzosen als Landrat nicht entlassen wollten.
Vom 9. Dezember 1946 bis zum 25. April 1952 amtierte er als Innenminister in den von den Staatspräsidenten Carlo Schmid (Staatssekretariat), Lorenz Bock und Gebhard Müller geführten Regierungen des Landes Württemberg-Hohenzollern. Dabei trug er von 1946 bis  1947 zunächst die Bezeichnung Staatssekretär. Er wurde in den Landtag Württemberg-Hohenzollerns gewählt, dem er bis 1952 angehörte.
Nach der Bildung des „Südweststaates“ Baden-Württemberg wurde Renner am 25. April 1952 als Justizminister in die von Ministerpräsident Reinhold Maier geleitete Landesregierung berufen. Am 15. Mai 1953 trat er aus Protest gegen die EVG-Verträge von seinem Amt zurück. Drei Jahre später wurde er erneut Regierungsmitglied und am 9. Mai 1956 als Innenminister in die von Ministerpräsident Gebhard Müller geführte Regierung berufen. Seit 1958 gehörte er auch der von Ministerpräsident Kurt Georg Kiesinger geleiteten Folgeregierung an. Nach der Bildung einer Koalition aus CDU, FDP/DVP und GB/BHE schied er am 23. Juni 1960 aus der Landesregierung aus. Von 1952 bis 1953 war er Mitglied der Verfassunggebenden Landesversammlung und danach bis 1964 Abgeordneter des Landtags von Baden-Württemberg.
Renner war seit 1952 Mitglied des Verwaltungsrates der Deutschen Bundesbahn und später Präsidiumsmitglied des Deutschen Roten Kreuzes. Darüber hinaus fungierte er als Mitherausgeber der Blätter für deutsche und internationale Politik und als Vorsitzender des Jugendsozialwerkes. Aus dem Herausgeberkollegium der Blätter schied er 1967 im Streit um eine Aufsatzserie des Ost-Berliner Historikers Eberhard Czichon aus, die schwere, und wie später gerichtlich festgestellt wurde, unwahre Vorwürfe gegen
Hermann Josef Abs wegen dessen Tätigkeit in der Zeit des Nationalsozialismus erhob.
Von Juli 1955 bis 1956 war er Mitglied des Personalgutachterausschusses für die neue Bundeswehr. Er starb in Tübingen und wurde auf dem Lustnauer Friedhof beigesetzt.

## Ehrungen
- Ehrenbürgerschaft der Stadt Friedrichshafen, 1956
- Ehrenbürgerschaft der Stadt Tübingen, 1965
- Viktor-Renner-Straße in Tübingen-Lustnau
- Viktor-Renner-Weg in Mönchweiler
- Viktor-Renner-Straße in Heidelsheim
- Viktor-Renner-Haus in Tübingen